# Sonderkommando 1005

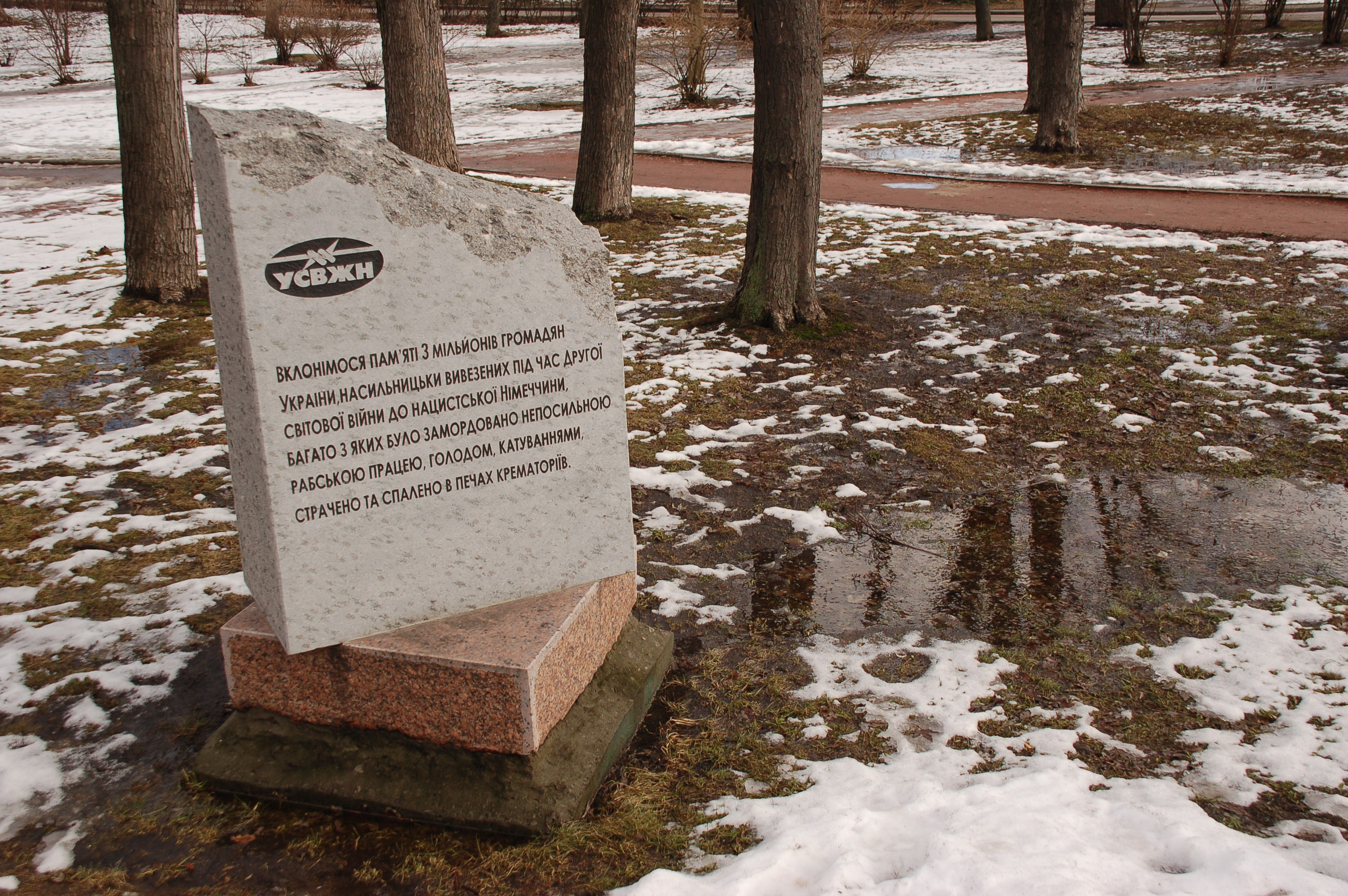
Monumento a los asesinados en Babi Yar, Ucrania, lugar de operaciones del Sonderkommando 1005.

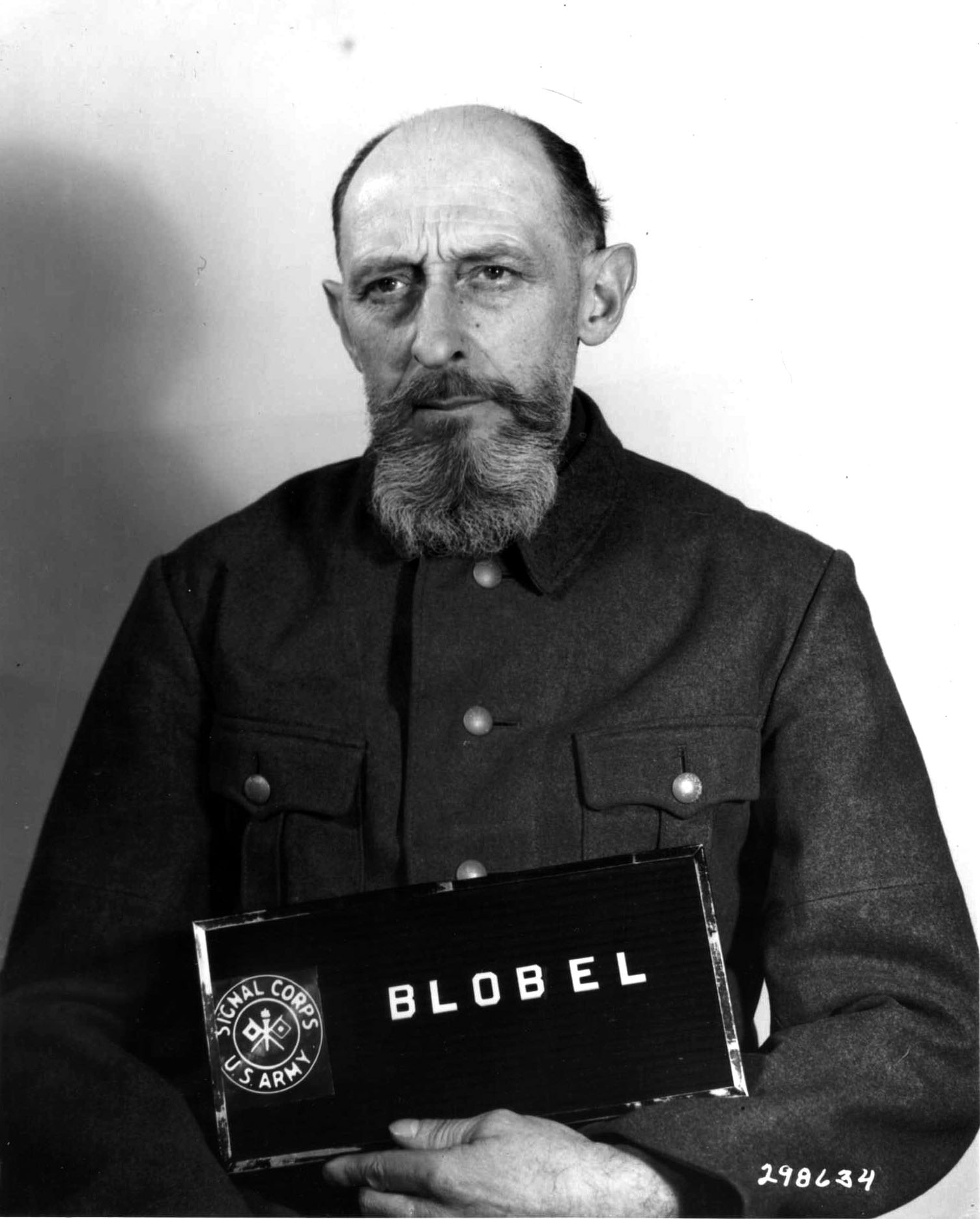
Paul Blobel, Comandante de Sonderkommando del Einsatzgruppe C, sección 4a

El Sonderkommando 1005 ("Comando Especial 1005", en castellano) fue una unidad militar especial organizada por las SS nazis encargada de la Sonderaktion 1005, la misión específica de hacer desaparecer los cuerpos de miles de personas asesinadas previamente en Polonia y Rusia durante los primeros años del Holocausto en la Segunda Guerra Mundial.
Esta unidad fue creada en 1942, por órdenes directas del SS Reichsführer Heinrich Himmler para ocultar los cuerpos de las personas fusiladas y gaseadas en los territorios de operación de los Einsatzgruppen en Rusia y en algunos campos de exterminio de la Operación Reinhard, tales como Chelmno, Belzec, Treblinka y Sobibor. Su organización y logística estuvo bajo la responsabilidad de la Oficina Central de Seguridad del Reich, RSHA por sus siglas en alemán, siendo su único comandante el SS Standartenführer Paul Blobel.
Su área de operación fue en los territorios donde habían operado los Einsatzkommandos de los Grupos de Ejércitos Norte, Centro y Sur de la Wehrmacht. Fue desbandada en octubre de 1944.

## Estructura
El punto clímax de esta unidad fue en la primavera de 1943. En Ucrania, Blobel organizó dos unidades subordinadas, la Sonderkommando 1005A y la Sonderkommando 1005B. Las unidades trabajaron en Babi Yar y en Dnepropetrovsk, así como en Berdichev, Uman y Nikolayev.
En Minsk, el delegado de Blobel, el Capitán Karl Harder, organizó una unidad adicional la Sonderkommando 1005-Mitte que operó en Bielorrusia. La Sonderkommando 1005, también operó en los Estados Bálticos. Mucho del personal alemán fue reubicado en Salzburgo, Austria en octubre de 1944, y reasignado otra vez bajo el mando de Paul Blobel en el "Einsatzgruppen Iltis", para combatir a los guerrilleros de Yugoslavia en las áreas de Carintia. 
El "Einsatzgruppen Iltis" tuvo a su vez dos unidades, el Einsatzkommando 12 y el einsatzkommando 13.
Al finalizar la guerra, se realizó el denominado Juicio de los Einsatgruppen entre 1946 y 1947, donde Paul Blobel fue enjuiciado , siendo sentenciado a muerte y ejecutado el 7 de junio de 1951 por las actividades de este Comando. El SS Haupsturmführer Karl Harder fue enjuiciado en 1963 y condenado a 3 años de prisión.